# 제인 토빌
제인 토빌(영어: Jayne Torvill, OBE, 1957년 10월 7일 ~ )은 영국의 피겨 스케이팅 아이스 댄싱 선수이다.
크리스토퍼 딘과 함께 팀을 이뤄 1984년 동계 올림픽 금메달, 1994년 동계 올림픽 동메달을 획득했다. 1984년 올림픽 프리댄스 볼레로 연기에서 심판 전원에게 예술점 만점(6.0)을 받은 것으로 유명하다. 체조선수 나디아 코마네치의 심판 전원 10점 만점 연기와 더불어 올림픽 최고의 퍼포먼스 중 하나로 회자되고 있기도 하다.
어릴 때부터 스케이트를 타던 제인 토빌은 페어 부문에서 활동하다 1975년 크리스토퍼 딘과 함께 아이스댄싱 부문에서 활동하기 시작했다. 이들은 곧 영국 대표가 되었고, 1978년 유럽 선수권에서 2위, 세계 선수권에서 11위를 하였고, 1980년 동계 올림픽에서 5위에 올랐다. 토빌과 딘은 1980년 동계 올림픽 직전까지 훈련 비용을 마련하기 위해 각각 보험사 직원, 경찰관으로 일했다. 1981년 세계 선수권을 시작으로 1984년까지 네 차례 연속으로 우승했으며, 1984년 동계 올림픽에서도 금메달을 땄다. 특히 1984년 동계 올림픽에서는 라벨의 〈볼레로〉를 배경 음악으로 한 연기로 심판 전원으로부터 당시 채점 기준으로 만점을 받아 큰 주목을 받았다. 이들은 올림픽 사상 가장 인상적인 연기를 한 커플로 알려져 있다.
1984년 크리스토퍼 딘과 함께 BBC 올해의 스포츠인상 수상자로 선정되었다.
1993년~1994년 시즌에 10년 만에 아마추어 무대로 복귀, 녹슬지 않은 기량을 보이며 다시 영국 대표로 뽑혀 유럽 선수권에서 우승했으며, 1994년 동계 올림픽에서 동메달을 받았다. 그 후 아마추어 무대에서 은퇴하고 프로로 전향한 후로도 여러 프로 무대에서 활동하고 있다.

## 서훈
- 1981년 대영 제국 훈장 5등급(MBE)[1]
- 2000년 대영 제국 훈장 4등급(OBE)[2]